# Lespezi (okręg Ardżesz)
Lespezi – wieś w Rumunii, w okręgu Ardżesz, w gminie Hârtiești. W 2011 roku liczyła 547 mieszkańców.